# Emo Welzl
Emo Welzl (* 4. August 1958 in Linz) ist ein österreichischer Informatiker, der für seine Forschungen im Bereich der algorithmischen Geometrie bekannt ist. Er ist Professor am Institut für Theoretische Informatik der ETH Zürich.

## Leben
Emo Welzl studierte ab 1977 an der Universität Graz und schloss dies 1981 mit dem Diplom in angewandter Mathematik ab. Anschließend folgte bis 1983 eine Promotion bei Hermann Maurer mit der Dissertation Formale Beschreibung von Bildern. Als Post-Doktorand war er 1984 an der Universität Leiden und 1985 war er Gastprofessor an der University of Colorado in Denver. 1988 habilitierte er sich an der Universität Graz in Informatik.
Von 1987 bis 1996 war er Professor für Mathematik (Berechenbarkeitstheorie) an der FU Berlin und leitete von 1991 bis 1996 das Graduiertenprogramm Algorithmische Diskrete Mathematik der Berliner Universitäten. 1994 war er Gastwissenschaftler für vier Monate am International Computer Science Institute (ICSI) in Berkeley.
1996 wurde er Professor an der ETH Zürich und leitete eine Arbeitsgruppe am Institut für Theoretischen Informatik bis zu seiner Emeritierung. Er betreute über 45 Doktorandinnen und Doktoranden darunter auch József Solymosi und Robin A. Moser. Von 2000 bis 2005 war er Leiter des Berlin-Züricher Graduiertenprogramms Combinatorics, Geometry and Computation (CGC) am Standort Zürich. Er war von 2016 bis 2018 Leiter der Abteilung Informatik und davor bereits etwa 16 Jahre im Departementsausschuss aktiv. Im Januar 2024 ist er emeritiert worden.

## Forschung
Seine Forschungsinteressen liegen im Bereich der Grundlagen der Informatik, vor allem Algorithmen und Datenstrukturen, insbesondere algorithmische Geometrie und Anwendungen, kombinatorische Modelle zur Optimierung, randomisierte Methoden und diskrete Geometrie sowie Erfüllbarkeitsprobleme.
Zusammen mit David Haussler zeigte er, dass Methoden aus der computergestützten Lerntheorie, darunter ε-Netze und Vapnik-Chervonenkis-Dimension, bei geometrischen Problemen wie der Entwicklung platzsparender Datenstrukturen für die Bereichssuche nützlich sein können. Er entwickelte randomisierte Algorithmen für das Problem des kleinsten Kreises in linearer Zeit sowie für die niedrig-dimensionale lineare Optimierung und erarbeitete den kombinatorischen, abstrakten Rahmen, der beide Probleme verallgemeinert.
Herausgebertätigkeiten
- Mitglied im Herausgebergremium von Discrete and Computational Geometry (seit 1988)
- Mitglied im Herausgebergremium von Journal of Universal Computer Science (seit 1994)
- Mitglied im Herausgebergremium von Computational Geometry – Theory and Applications (1991–2017)

Darüber hinaus hat Welzl in weiteren, zahlreichen Herausgebergremien für Zeitschriften und Konferenzen mitgearbeitet.

## Auszeichnungen und Ehrungen
- Max-Planck-Forschungspreis mit Micha Sharir (1992)
- Gottfried Wilhelm Leibniz-Preis (1995)
- Fellow der Association for Computing Machinery (1998)[10]
- Vortragender auf dem ICM in Berlin (Halting Point Sets mit Artur Andrzejak) (1998)
- Mitglied der Deutschen Akademie der Naturforscher Leopoldina (2005)[11]
- Mitglied der Academia Europaea (2006)[12]
- Mitglied der Berlin-Brandenburgischen Akademie der Wissenschaften (2007)[13]
- Korrespondierendes Mitglied der Österreichischen Akademie der Wissenschaften (2014)[14]
- Test of Time Award des Symposiums of Computational Geometry (SoCG) zusammen mit David Haussler für deren Paper von 1986 (2020)[15]
- Lehrpreis der ETH Zürich = Goldene Eule (2023)[16]

## Veröffentlichungen (Auswahl)
- Emo Welzl: Constructing the visibility graph for n-line segments in O(n^2) time. In: Information Processing Letters. Band 20, Nr. 4, 10. Mai 1985, ISSN 0020-0190, S. 167–171, doi:10.1016/0020-0190(85)90044-4.
- David Haussler, Emo Welzl: ɛ-nets and simplex range queries. In: Discrete & Computational Geometry. Band 2, Nr. 2, 1. Juni 1987, ISSN 1432-0444, S. 127–151, doi:10.1007/BF02187876.
- Helmut Alt, Kurt Mehlhorn, Hubert Wagener, Emo Welzl: Congruence, similarity, and symmetries of geometric objects. In: Proceedings of the third annual symposium on Computational geometry (= SCG '87). Association for Computing Machinery, New York, NY, USA 1987, ISBN 0-89791-231-4, S. 308–315, doi:10.1145/41958.41991.
- Emo Welzl: Smallest enclosing disks (balls and ellipsoids). In: New Results and New Trends in Computer Science. Springer, Berlin, Heidelberg 1991, ISBN 3-540-46457-3, S. 359–370, doi:10.1007/BFb0038202.
- Jiří Matoušek, Micha Sharir, Emo Welzl: A subexponential bound for linear programming. In: Algorithmica. Band 16, Nr. 4, 1. Oktober 1996, ISSN 1432-0541, S. 498–516, doi:10.1007/BF01940877.
- Jacob E. Goodman, Janos Pach, Emo Welzl (Hrsg.): Combinatorial and Computational Geometry (= Mathematical Sciences Research Institute Publications. Band 52). Cambridge University Press, Cambridge 2005, ISBN 0-521-84862-8, doi:10.1017/9781009701259.
- Micha Sharir, Emo Welzl: On the Number of Crossing‐Free Matchings, Cycles, and Partitions. In: SIAM Journal on Computing. Band 36, Nr. 3, Januar 2006, ISSN 0097-5397, S. 695–720, doi:10.1137/050636036.
- Olga Goussevskaia, Roger Wattenhofer, Magnús M. Halldórsson, Emo Welzl: Capacity of Arbitrary Wireless Networks. In: IEEE INFOCOM 2009. April 2009, S. 1872–1880, doi:10.1109/INFCOM.2009.5062108.
- Emo Welzl (mit Kapiteln von Timon Hertli, Robin Moser und Dominik Scheder): Boolean Satisfiability - Combinatorics and Algorithms. Lecture Notes (Spring 2016), ETH Zürich. 2016 (englisch, ethz.ch [PDF; abgerufen am 31. Juli 2025]).
- Uli Wagner, Emo Welzl: Connectivity of Triangulation Flip Graphs in the Plane. In: Discrete & Computational Geometry. Band 68, Nr. 4, 1. Dezember 2022, ISSN 1432-0444, S. 1227–1284, doi:10.1007/s00454-022-00436-2.